# Copernicia longiglossa
Copernicia longiglossa är en enhjärtbladig växtart som beskrevs av Leon. Copernicia longiglossa ingår i släktet Copernicia och familjen Arecaceae. Inga underarter finns listade i Catalogue of Life.